# Nicole Haislett
Nicole Lee Haislett (Saint Petersburg, Estats Units 1972) és una nedadora nord-americana, ja retirada, guanyadora de tres medalles olímpiques d'or.

## Biografia
Va néixer el 16 de desembre de 1972 a la ciutat de Saint Petersburg, població situada a l'estat de Florida.

## Carrera esportiva
Especialista en crol i la modalitat d'estils, va participar als 19 anys en els Jocs Olímpics d'Estiu de 1992 celebrats a Barcelona (Catalunya), on va aconseguir guanyar la medalla d'or en les proves dels 200 metres lliures, relleus 4x100 metres lliures i relleus 4x100 metres estils (en aquesta última prova únicament nedà en la primera ronda de qualificació). En aquests mateixos Jocs finalitzà quarta en la prova dels 100 metres lliures i fou dissetena en els 200 metres estils.
Al llarg de la seva carrera guanyà cinc medalles al Campionat del Món de natació, entre elles tres medalles d'or; i onze medalles als Campionats de Natació Pan Pacific, entre elles set medalles d'or.